# Szemiejkino
Szemiejkino (ros. Шемейкино) – wieś w Rosji, w rejonie grazowieckim obwodu wołogodzkiego. W 2002 liczyła 16 mieszkańców, z kolei w 2010 populacja miejscowości wynosiła 7 osób.